# مسجد تالوكسنغاي
مسجد تالوكسنغاي هو مسجد تم بناؤه من قبل الحاج عبد الله ماس نونو في عام 1885 في منطقة برنجه تالوكسنغاي في مدينة زامبوانجا في الفلبين، يعد المسجد أقدم مسجد في مينداناو الغربية .

## نظرة عامة
كانت منطقة تالوكسنغاي أول مركز للانتشار الإسلامي في شبه جزيرة زامبوانغا، الدعاة الدينيين المسلمين من المملكة العربية السعودية والهند وماليزيا وإندونيسيا وبورنيو كانوا يتدفقون ويفدون بكثرة للمنطقة، وقد زار ممثل سلطان تركيا هذا المكان في جزء لاحق من عام 1914، وكان الدعاة يفدون للمنطقة في ذروة صراع الجبهة الوطنية لتحرير مورو العسكري مع الحكومة والذي بدأ في عام 1973، جميع سكان منطقة تالوكسنغاي هم مسلمين، وهم من نسل سما بانغوينغاي الذين وصف من قبل التاريخ بأنه من القراصنة في جنوب شرق آسيا.

## وصلات خارجية
- موقع مسجد تالوكسنغاي على الخريطة
- البوم صور مسجد تالوكسنغاي